# Всеукраїнська літературно-мистецька премія імені Степана Руданського
 Всеукраїнська літературно-мистецька премія імені Степана Руданського  — премія українським творчим особистостям за здобутки у жанрах сатири і гумору на вшанування пам'яті видатного українського письменника.

## Історія
Заснована у 1994 р. колективним сільськогосподарським підприємством ім. С. Руданського села Хомутинці Калинівського району Вінницької області та Вінницькою організацією НСПУ. Положення про премію розробив письменник-байкар Гарматюк Анатолій Панасович (1936—2006). Спочатку вона мала обласний статус, передбачала три лауреатських місця за ранжиром і була суто літературною. Серед трьох щорічних лауреатів могли опинитися письменники, діячі мистецтва, художники-карикатуристи. Одначе, майже одразу після започаткування свят сатири та гумору на батьківщині С. Руданського у Хомутинцях, ті набули республіканського масштабу. У 2000—2002 рр. через економічну скруту та відсутність фінансування премія не вручалась. В 2003 р. її профінансувала громадська організація «Конгрес української інтелігенції Вінницької області» та її керівник Кобець Василь Дмитрович, а у 2006 р. вона перетворилась на літературно-мистецьку і отримала всеукраїнський статус. Патронат над премією взяла на себе Вінницька обласна державна адміністрація. До когорти лауреатів додалися журналісти, кінематографісти, науковці, артисти і музичні колективи. 

У 2013 р. ще одну літературну премію імені С. Руданського, яка має обласний статус, засновано Кримською республіканською організацією НСПУ.

## Лауреати

### 1994
- Анатолій Гарматюк, письменник з Вінниці.
- Володимир Рабенчук — автор сценарію, Лариса Червона — режисер, Ігор Міхеєв — оператор (за документальний фільм про С. Руданського «Смерті першої не пригадую»).

### 1995
- Анатолій Бортняк, поет з Вінниці.
- Василь Кравчук — письменник з Хмельницької області.
- Олександр Височанський — письменник з Вінницької області.

### 1996
- Валентина Козак — поетеса з Вінниці.
- Валентина Степаненко — поетеса з Вінниці.
- Народний самодіяльний ансамбль Калинівського районного будинку культури «Кумасеньки», Вінницька область.

### 1997
- Леонід Куций — поет з Вінниці.
- Василь Петренко — художник-карикатурист із Вінниці.
- Микола Шапошник — письменник з Черкаської області.

### 1998
- Микола Білокопитов — поет із Запорізької області.
- Віктор Мельник — письменник з Вінниці.
- Чоловічий народний подільський квартет «Народні візерунки» (за концертну програму 1997 р. — "Пісні на слова С. Руданського, м. Калинівка Вінницької області.

### 1999
- Василь Коряк — письменник з Вінниці.
- Пилип Юрик — письменник із Запорізької області.
- Сергій Алексеєв — радіожурналіст, літератор з Вінниці.

### 2003
- Микола Сарахан — журналіст з Вінницької області.
- Василь Демідас — начальник відділу культури та туризму Калинівської райдержадміністрації.

### 2004
- Богдан Бастюк — письменник з Тернопільської області.
- Петро Осадчук — письменник з Києва.

### 2005
- брати Борис та Костянтин Хоменки — літератори-науковці з Вінниці.[3]
- Данило Кононенко — письменник з Автономної Республіки Крим.

### 2006
- Петро Ребро — письменник із Запоріжжя.[4]
- Юлія Грош — директор музею С. Руданського у с. Хомутинці Калинівського району Вінницької області.

### 2007
- Никанор Дубицький — письменник з Вінницької області.[5]

### 2008
- Володимир Красіленко — письменник з Вінниці.[6]

### 2009
- Євген Білоусов — дитячий письменник з Автономної Республіки Крим.[7]

### 2010
- Олексій Боржковський — правнучатий племінник С. Руданського, краєзнавець, дослідник життєвого шляху поета, пропагандист його творчості; м. Житомир.[8]

### 2011
- Святослав Максимчук — народний артист України, театральний актор, пропагандист творчості С. Руданського, м. Львів.[9]

### 2012
- Ганна Секрет — заслужений журналіст України, режисер і ведуча телепередач про свято сатири і гумору імені С. Руданського, м. Вінниця.[10]

### 2013
- Олег Чорногуз — письменник з Києва за роман «Самогубець за покликанням» та п'єсу «За десять відсотків».[11]

### 2014
- Григорій Гайовий — письменник з Києва за книгу політичної сатири «Б'ю на сполох».[12]

### 2015
- Олексій Бойко — письменник з с. Пиків на Вінниччині за книгу сатири й гумору «Танці в кропиві».[13]

### 2016
- Оксана Мудрик — директорка Музею Степана Руданського у с. Хомутинцях Калинівського району на Вінниччині за громадську та популяризаторську діяльність.[14]

### 2017
- Тетяна Космеда, Тетяна Осіпова, Наталія Піддубна — авторський колектив ХНПУ ім. Г. Сковороди за монографію «Степан Руданський: феномен моделювання „живого“ мовлення українців» (2015).[15]

### 2018
- Вадим Вітковський — письменник з Вінниці за книгу «УсмішеЧКи. Невигадані історії» (2018); дипломанти — Віктор Цимбал (Вінницька область), Василь Шаройко (Херсонська область).[16]

### 2019
- Михайло Пасічник (Бердичів) — за двотомник політичної сатири «Двовійна» (І премія);
- Юрій Береза — (Рівне) за книгу сатири і гумору «Що кому» (ІІ премія);
- Марія Катічева (Калинівка) — за збірку віршів «Тобі присвячую, земляче» (III премія).[17]

### 2020
- Микола Юрчишин (Київ) — за збірку гумористичних та сатиричних творів «Нічний приблуда»;
- Олена Вітенко (Вінниця) — за книжки сатири і гумору «У своїй Європі» і «Всяко жнеться»;
- Сергій Коваль (Київ) — за книгу «ПереВибране».[18]

### 2021
- Борис Пентюк (Вінниця) — за книгу «Степан Руданський. Сторінки духовності»;
- Микола Пасічник (Вінниця)  — за книгу сатири і гумору «Кордебалети»;
- Зоя Красуляк (Вінниця) — за збірку гумору «Кава з пінкою».[19]

### 2022
- Василь Рудик (Одеська область) — за сатиричний роман «Слуга народу»;
- Віталій Кирницький — за аудіо альбом з читанням сатири і гумору «Кому чого бракує»;
- Олена Дяченко (смт Тростянець Гайсинського району) — за авторські гумористичні відео сюжети аматорського гумористичного дуету «Королеви гумору».[20]

### 2023
- Микола Завальний (смт Крижопіль) — за збірку сатири «Електрична жінка»;
- Святослав Васильчук (м. Житомир) — за книгу «Із славетного роду Руданських»;
- Аматорський театральний колектив «Сміхограй» (м. Калинівка);
- Студентський молодіжний театр «Сатирикон» (Тульчинський фаховий коледж культури).[21]

### 2024
- Колектив Вінницької обласної універсальної наукової бібліотеки ім. Валентина Отамановського за підготовку збірки «Постать Степана Руданського в контексті простору регіональної культури[22]»;
- Ансамбль «Кумасеньки» Центру культури та дозвілля Калинівської міської ради;
- Віктор Шаповал, ведучий «Сорочинського ярмарку» (м. Полтава).[23]